# 伊森克羅斯羅茲 (北卡羅萊納州)
伊森克羅斯羅茲（英語：Eason Crossroads）是位於美國北卡羅萊納州蓋茨縣的非建制地區。

## 歷史
伊森克羅斯羅茲的郵局於1882年設立，其後於翌年停運。

## 地理
伊森克羅斯羅茲所處的海拔為高於海平面11米（即36英呎），而該地所採用的時區為UTC-5，即北美东部时区（EST）。同時該地設有夏令時間，為UTC-5調快一小時，即UTC-4（EDT）。